# Narciarstwo dowolne na Zimowych Igrzyskach Olimpijskich 2002
Zawody w narciarstwie dowolnym na Zimowych Igrzyskach Olimpijskich 2002 odbywały się w dniach 9-19 lutego 2002 roku. Rywalizacja odbywała się w miejscowości Deer Valley. Zawodnicy i zawodniczki rywalizowali w dwóch konkurencjach: jeździe po muldach i skokach akrobatycznych.

## Terminarz
| Data           | Godzina   | Miejscowość | Konkurencja                 | Złoto         | Srebro           | Brąz             |
| -------------- | --------- | ----------- | --------------------------- | ------------- | ---------------- | ---------------- |
| 9 lutego 2002  | 12:00 CET | Deer Valley | Jazda po muldach kobiet     | Kari Traa     | Shannon Bahrke   | Tae Satoya       |
| 12 lutego 2002 | 12:00 CET | Deer Valley | Jazda po muldach mężczyzn   | Janne Lahtela | Travis Mayer     | Richard Gay      |
| 18 lutego 2002 | 12:00 CET | Deer Valley | Skoki akrobatyczne kobiet   | Alisa Camplin | Veronica Brenner | Deidra Dionne    |
| 19 lutego 2002 | 12:00 CET | Deer Valley | Skoki akrobatyczne mężczyzn | Aleš Valenta  | Joe Pack         | Alaksiej Hryszyn |

## Wyniki

### Mężczyźni

#### Jazda po muldach
| Miejsce | Zawodnik         | Reprezentacja     | Wynik |
| ------- | ---------------- | ----------------- | ----- |
| 01 !    | Janne Lahtela    | Finlandia         | 27,97 |
| 02 !    | Travis Mayer     | Stany Zjednoczone | 27,59 |
| 03 !    | Richard Gay      | Francja           | 26,91 |
| 4.      | Jonny Moseley    | Stany Zjednoczone | 26,78 |
| 5.      | Tapio Luusua     | Finlandia         | 26,67 |
| 6.      | Scott Bellavance | Kanada            | 26,55 |
| 7.      | Ryan Johnson     | Kanada            | 26,55 |
| 8.      | Mikko Ronkainen  | Finlandia         | 26,49 |
| 9.      | Jeremy Bloom     | Stany Zjednoczone | 26,19 |
| 10.     | Sami Mustonen    | Finlandia         | 26,08 |

#### Skoki akrobatyczne
| Miejsce | Zawodnik             | Reprezentacja     | Wynik  |
| ------- | -------------------- | ----------------- | ------ |
| 01 !    | Aleš Valenta         | Czechy            | 257,02 |
| 02 !    | Joe Pack             | Stany Zjednoczone | 251,64 |
| 03 !    | Alaksiej Hryszyn     | Białoruś          | 251,19 |
| 4.      | Jeff Bean            | Kanada            | 250,97 |
| 5.      | Stanisław Krawczuk   | Ukraina           | 246,30 |
| 6.      | Brian Currutt        | Stany Zjednoczone | 245,19 |
| 7.      | Dzmitryj Daszczynski | Białoruś          | 244,29 |
| 8.      | Andy Capicik         | Kanada            | 243,78 |
| 9.      | Jeret Peterson       | Stany Zjednoczone | 238,05 |
| 10.     | Dzmitryj Rak         | Białoruś          | 226,34 |

### Kobiety

#### Jazda po muldach
| Miejsce | Zawodniczka       | Reprezentacja     | Wynik |
| ------- | ----------------- | ----------------- | ----- |
| 01 !    | Kari Traa         | Norwegia          | 25,94 |
| 02 !    | Shannon Bahrke    | Stany Zjednoczone | 25,06 |
| 03 !    | Tae Satoya        | Japonia           | 24,85 |
| 4.      | Jennifer Heil     | Kanada            | 24,84 |
| 5.      | Hannah Hardaway   | Stany Zjednoczone | 24,77 |
| 6.      | Aiko Uemura       | Japonia           | 24,66 |
| 7.      | Ann Battelle      | Stany Zjednoczone | 24,62 |
| 8.      | Sandra Laoura     | Francja           | 24,12 |
| 9.      | Marina Czerkasowa | Rosja             | 23,52 |
| 10.     | Margarita Marbler | Austria           | 23,18 |

#### Skoki akrobatyczne
| Miejsce | Zawodniczka        | Reprezentacja | Wynik  |
| ------- | ------------------ | ------------- | ------ |
| 01 !    | Alisa Camplin      | Australia     | 193,47 |
| 02 !    | Veronica Brenner   | Kanada        | 190,02 |
| 03 !    | Deidra Dionne      | Kanada        | 190,02 |
| 4.      | Olga Korolowa      | Rosja         | 188,37 |
| 5.      | Li Nina            | Chiny         | 185,23 |
| 6.      | Anna Zukal         | Rosja         | 174,24 |
| 7.      | Natalja Oriechowa  | Rosja         | 170,54 |
| 8.      | Lydia Ierodiaconou | Australia     | 169,38 |
| 9.      | Ałła Cuper         | Białoruś      | 164,92 |
| 10.     | Veronika Bauer     | Kanada        | 153,88 |

## Klasyfikacja medalowa
| Miejsce | Państwo           |   |   |   | Razem |
| ------- | ----------------- | - | - | - | ----- |
| 1.      | Australia         | 1 | 0 | 0 | 1     |
| 1.      | Czechy            | 1 | 0 | 0 | 1     |
| 1.      | Finlandia         | 1 | 0 | 0 | 1     |
| 1.      | Norwegia          | 1 | 0 | 0 | 1     |
| 5.      | Stany Zjednoczone | 0 | 3 | 0 | 3     |
| 6.      | Kanada            | 0 | 1 | 1 | 2     |
| 7       | Białoruś          | 0 | 0 | 1 | 1     |
| 7       | Francja           | 0 | 0 | 1 | 1     |
| 7       | Japonia           | 0 | 0 | 1 | 1     |